# Everything Now (singolo)
Everything Now è un singolo del gruppo musicale canadese Arcade Fire, pubblicato il 1º giugno 2017 come primo estratto dall'album omonimo.

## Descrizione
Nel brano è presente un sample tratto da The Coffee Cola Song di Francis Bebey.

## Tracce
Lato A
1. Everything Now – 5:03

Lato B
1. Everything Now (Instrumental)

## Formazione
Gruppo
- Win Butler – voce, basso
- Régine Chassagne – piano, cori
- Richard Reed Parry – chitarra elettrica, cori
- William Butler – tastiera, cori
- Tim Kingsbury – chitarra acustica, cori
- Jeremy Gara – batteria

Altri musicisti
- Harmonistic Praise Crusade – coro
- Thomas Bangalter – sintetizzatore
- Rebecca Crenshaw – archi
- Helen Gillet – archi
- Owen Pallett – archi, arrangiamento orchestrale
- Sarah Neufeld – archi
- Patrick Bebey – flauto